# Margineulima
Margineulima is een geslacht van weekdieren uit de klasse van de Gastropoda (slakken).

## Soorten
- Margineulima christyi (Marwick, 1924) †
- Margineulima otaioensis (Laws, 1933) †
- Margineulima waihaoensis (R. S. Allan, 1926) †